# Wybory do Parlamentu Europejskiego w Holandii w 2009 roku
Wybory do Parlamentu Europejskiego w Holandii w 2009 roku odbyły się 4 czerwca 2009. Holendrzy wybrali 25 europarlamentarzystów, zgodnie z przepisami traktatu nicejskiego. W głosowaniu po raz pierwszy w historii wzięli udział wszyscy mieszkańcy Antyli Holenderskich. Frekwencja wyborcza wyniosła 36,75%.
Według Komisji Europejskiej publikowanie wyników wyborów przez niedzielnym wieczorem (gdy skończyło się głosowanie we wszystkich państwach) było niezgodne z prawem. W Holandii wyniki ogłoszono już w czwartek po ich przeprowadzeniu, podobnie jak w trakcie poprzednich wyborów.
Listy wyborcze zostały zblokowały Apel Chrześcijańsko-Demokratyczny z koalicją CU-SGP, Partia Pracy z GroenLinks, Partia Ludowa na rzecz Wolności i Demokracji z Demokratami 66.

## Wyniki wyborów
| Partia                                       | Głosy     | %     | Mandaty | Zmiana |
| -------------------------------------------- | --------- | ----- | ------- | ------ |
| Apel Chrześcijańsko-Demokratyczny            | 913 233   | 20,05 | 5       | –2     |
| Partia Wolności                              | 772 746   | 16,97 | 4       | +4     |
| Partia Pracy                                 | 548 691   | 12,05 | 3       | –4     |
| Partia Ludowa na rzecz Wolności i Demokracji | 518 643   | 11,39 | 3       | –1     |
| Demokraci 66                                 | 515 422   | 11,32 | 3       | +2     |
| GroenLinks                                   | 404 020   | 8,87  | 3       | +1     |
| Partia Socjalistyczna                        | 323 269   | 7,10  | 2       | 0      |
| ChristenUnie–SGP                             | 310 540   | 6,82  | 2       | 0      |
| Partia na rzecz Zwierząt                     | 157 735   | 3,46  | 0       | –      |
| Pozostałe                                    | 89 565    | 1,98  | 0       | –      |
| Głosy nieważne i puste                       | 19 879    | –     | –       | –      |
| Razem                                        | 4 573 743 | 100   | 25      | –2     |